# Woods Hole Oceanographic Institution
La Woods Hole Oceanographic Institution (WHOI) è un'organizzazione privata e nonprofit di ricerca, di studio e di educazione dedicata alle scienze marine e alla produzione di relative opere ingegneristiche. 
La sua sede è a Woods Hole in Massachusetts.

## Descrizione
La WHOI fu fondata nel 1930 come la più grande istituzione di ricerca oceanografica degli USA con un numero di partecipanti, tra staff e studenti, di circa 1000 unità. L'istituzione è organizzata in sei dipartimenti :
- Ocean Life
- Coastal Ocean
- Ocean and Climate Change
- Deep Ocean Exploration
- Cooperative Institute for Climate and Ocean Research
- Marine Policy Center

## Missione
La missione della Woods Hole Oceanographic Institution è dedicata alla ricerca e all'educazione della comprensione a livello avanzato degli oceani e delle loro interazioni con il sistema Terra al fine di comunicare queste conoscenze per il beneficio della società.